# Wong (Marvel Comics)
Wong é um personagem fictício que aparece nos quadrinhos americanos publicados pela Marvel Comics . Ele é o ajudante e valet do Doutor Estranho, o Feiticeiro Supremo da Terra. Wong apareceu pela primeira vez nos quadrinhos Strange Tales # 110, mas não foi nomeado até Strange Tales # 119. Na minissérie de 2006, Dr. Strange: the Oath, foi revelado que Wong vem de uma família de monges que vive em Kamar-Taj. Ele tem um primo atualmente em treinamento no oculto e conversou com ele sobre um dia substituindo Wong como um servo do Dr. Strange.
Wong também fez várias aparições no Universo Ultimate, onde ele foi mais uma vez um servo do Dr. Strange, Junior.
Benedict Wong interpreta o personagem no Universo Cinematográfico Marvel, particularmente nos filmes Doctor Strange, Avengers: Infinity War e Avengers: Endgame.

## Em Outras Mídias

### Universo Cinematográfico Marvel
- Benedict Wong interpreta Wong no universo cinematográfico da Marvel .[2]
  - No filme Doctor Strange de 2016, ele é retratado como um dos professores de Strange, em vez de um criado, bem como o bibliotecário de Kamar-Taj. Ele não executa nenhuma arte marcial e é quase sem humor, com essa atitude inexpressiva servindo de alívio cômico. Ele finge confusão quando Strange tenta fazer piadas sobre a cultura popular (a fim de frustrar seu egoísmo), parecendo não ter conhecimento de celebridades como Beyoncé e aparecendo em uma cena posterior ouvindo " Single Ladies (Put a Ring on It)" de Beyoncé no seu iPod . Ele é morto por Kaecilius e seus seguidores na batalha pelo Sanctum de Hong Kong durante o clímax do filme, embora Strange volte no tempo com o Olho de Agamotto, trazendo-o de volta à vida.
  - Wong retorna em Avengers: Infinity War.[3] Depois que Bruce Banner colide com o Sanctum Sanctorum e passa o aviso sobre Thanos, Wong ajuda Strange, Banner, Homem de Ferro e Homem-Aranha a proteger a Joia do Tempo no Olho de Agamotto, até que Strange é sequestrado por Ebony Maw e levado para fora da Terra. Wong se vê forçado a retornar ao Sanctum Sanctorum para protegê-lo, enquanto pede a Banner que entre em contato com os outros Vingadores.
  - Wong aparece em Avengers: Endgame (2019), onde junto com os outros Mestres das Artes Místicas cria portais para trazer de todo o universo heróis para combater as forças de Thanos.[4]
  - Wong retorna em Shang-Chi and the Legend of the Ten Rings (2021) participando num torneio de artes marciais onde confronta o Abominável.[5]
  - Wong tem uma breve aparição em Spider-Man: No Way Home (2021), na qual desaconselha Strange a ajudar Peter Parker.
  - No filme Doctor Strange in the Multiverse of Madness (2022), é revelado que Wong se tornou o Mago Supremo depois da partida de Strange no estalo de Thanos.
  - Wong aparece na série da Disney+, She-Hulk: Attorney at Law (2022), onde ajuda a Mulher-Hulk em um processo contra um mágico que usa um anel dos Mestres das Artes Místicas para fazer truques perigosos no palco, e em um episódio tira Abominável da prisão.

### Animações
- Wong é um mestre feiticeiro e mentor de Strange em Doctor Strange: The Sorcerer Supreme dublado por Paul Nakauchi . Esta versão do Wong tem uma cabeça cheia de cabelo (cinza).